# 미나미타네정
미나미타네정(일본어: 南種子町)은 일본 가고시마현 다네가섬 남부에 있는 구마게군의 정이다.
1543년에 정 남부에 있는 가도쿠라곶에 표착한 포르투갈인에 의해 일본에 처음으로 총이 전해졌다. 현재는 일본에서 유일한 상업 로켓 발사 시설인 JAXA의 다네가시마 우주센터가 있어 일본 최첨단 기술의 한 부분을 담당하고 있다. 온난한 기후 덕분에 벼농사가 활발한 편이고 일본에서는 가장 고시히카리의 출하가 빠르다.

## 지리
동서 길이는 10.8km, 남북 길이는 12km이고 최고점은 200m이다.

### 인접한 자치체
- 구마게군 나카타네정, 야쿠시마정
- 가고시마군 미시마촌, 도시마촌

## 역사
- 1889년 4월 1일 - 정촌제 시행으로 미나미타네촌이 성립하였다.
- 1956년 10월 15일 - 정으로 승격해 미나미타네정이 되었다.

## 교통

### 도로
- 국도 58호선

## 자매 도시
- 일본 후쿠오카현 기타큐슈시 야하타히가시구
- 일본 아키타현 오다테시